# Équipe des Pays-Bas de rugby à XV des moins de 20 ans
L'équipe des Pays-Bas des moins de 20 ans est constituée par une sélection des meilleurs joueurs néerlandais de rugby à XV de moins de 20 ans, sous l'égide de la Fédération néerlandaise de rugby à XV.

## Histoire
L'équipe des Pays-Bas des moins de 20 ans est créée en 2008, remplaçant les équipes des Pays-Bas des moins de 21 ans et des moins de 19 ans à la suite de la décision de l'IRB en 2007 de restructurer les compétitions internationales junior.
N'ayant jamais participé ni au championnat du monde junior, elle dispute la compétition européenne dédiée à cette catégorie d'âge, le championnat d'Europe des moins de 20 ans.
La sélection est un temps enregistrée par la Fédération en tant qu'équipe réserve de l'équipe nationale senior ; cette particularité est abolie par les règlements de World Rugby à compter du 1er janvier 2018,.
En 2019, les Néerlandais terminent à la 3e place du championnat d'Europe, leur meilleur classement jusqu'alors.
En 2023, la sélection obtient la 1re place du championnat d'Europe, et se qualifie pour l'édition 2024 du Trophée mondial junior.

## Palmarès
- Championnat d'Europe de rugby à XV des moins de 20 ans :
  - Vainqueur : 2023